# Elethyia subscissa
Elethyia subscissa là một loài bướm đêm trong họ Crambidae.